# Arturo Correa (Schauspieler)
Arturo Correa (* 17. April 1924 in Mameyes; † 16. Februar 1988 in Fajardo) war ein puerto-ricanischer Schauspieler, Filmregisseur und -produzent.
Correa studierte bei Leopoldo Santiago Lavandero an der Schauspielabteilung der University of Puerto Rico. Ab 1945 arbeitete er für den Rundfunksender WKAQ, wo er an zahlreichen Soaps mitwirkte und u. a. die Hauptrolle in der Serie Las aventuras de Tarzán hatte. Später absolvierte er eine Ausbildung in Fernsehregie und .produktion an der Akademie des CBS in New York. Er arbeitete einige Zeit beim puerto-ricanischen Fernsehen und ging dann nach Mexiko. Dort vervollkommnete er seine schauspielerische Ausbildung bei Andrés Soler und debütierte 1956 in José Díaz Morales’ Kinofilm Esposas infieles an der Seite von Kitty De Hoyos, Columba Domínguez, Verónica Becker, Armando Calvo, Rafael Banquells und Eduardo Alcaraz. Neben Blanquita Castejón, Fernando Cortés und Mapy Cortés wurde er in den folgenden Jahren einer der erfolgreichen puerto-ricanischen Schauspieler im mexikanischen Kino. Seit Mitte der 1960er Jahre bemühte er sich als Schauspieler, Regisseur und Produzent um die Förderung des Films in Puerto Rico.